# 海太长江隧道
海太长江隧道，又称海太过江通道，是中华人民共和国国家发展和改革委员会《长江干线过江通道布局规划（2020—2035年）》中提出的过江通道之一。是通常高速公路和如通苏湖城际铁路的一部分，该工程连接江苏省南通市海门区和江苏省苏州市太仓市，属于公路、铁路复合型过江通道，其公路部分于2022年9月7日开工，预计于2028年通车。

## 设计
海太过江通道由公路隧道和铁路隧道两部分组成。

### 公路隧道
公路隧道全长11.185千米，设计速度100公里/小时，位于苏通长江公路大桥下游约8公里。隧道从海太汽渡西侧进入长江，沿南偏西方向穿越长江，在太仓白茆河口东侧登陆。公路隧道采用双管单层六车道方案。

### 铁路隧道
铁路隧道全长11.36千米，设计速度200千米/小时，位于公路隧道下游，走向与公路隧道基本一致。铁路隧道采用单洞双线方案。